# 格林尼勒夫 (佛羅里達州)
格林尼勒夫（英語：Grenelefe）是位於美國佛羅里達州波爾克縣的一個人口普查指定地區。

## 地理
格林尼勒夫的座標為28°03′29″N 81°31′14″W / 28.05806°N 81.52056°W，而該地最高點為海拔高度24米（即79英尺）。

## 人口
根據2010年美國人口普查的數據，格林尼勒夫的面積為11.24平方千米，當中陸地面積為10.44平方千米，而水域面積為0.80平方千米。當地共有人口1752人，而人口密度為每平方千米155人。